# Viva!
Viva! o Vegetarians' International Voice for Animals (que en español significa Voz Internacional Vegetariana por los Animales), es un grupo pro-derechos de los animales británico, centrado en promocionar el vegetarianismo y el veganismo. Fue fundado en 1994 por Juliet Gellatley.
Viva! organiza el bianual nacional "Incredible Veggie Roadshow" en el Reino Unido, a la que asistieron más de 5.000 personas en Londres. También organiza giras regionales en todo el Reino Unido. Los objetivos de los espectáculos son salvar a los animales y el medio ambiente ayudando a la gente a volverse vegetarianos y veganos. El grupo publica una revista trienal titulada Viva! LIFE, que incluye información de investigaciones y campañas recientes, así como recetas veganas.
El grupo es una activa organización promotora de campañas, que trabajan en cuestiones tales como las granjas factoría y las matanzas. Las campañas incluyen Ducks out of Water (Patos fuera del Agua), Pig in Hell (Cerdo en el Infierno), Dark Side of Dairy (El Lado Oscuro de los Lácteos), Tesco Tortures Turtles (Tesco Tortura Tortugas) o End of the Line (Final de la Línea (sobre la sobrespesca). Viva! cuenta sus victorias como poner fin a la venta de carnes de canguro, avestruz y cocodrilo en los supermercados del Reino Unido, la reducción de las exportaciones de caballos vivos procedentes de Polonia de 70.000 al año (tiene un grupo hermano llamado Viva! en Varsovia, Polonia); poner fin a la venta de la carne de pato criado en factorías en tiendas como Marks & Spencer o la reducción de las ventas de porcino" y patos criados en factorías. El grupo también produce información sobre la manera de volverse vegetarianos y veganos incluyendo recetas y guías de compras.

## Partidarios célebres
- Tony Benn
- Tony Wardle - Director asociado y editor de Viva!
- Jerome Flynn - Patrocinador de Viva!
- Chrissie Hynde
- Joanna Lumley
- Michael Mansfield QC - Patrón de Viva!
- Paul McCartney
- Hayley Mills - Patrocinador de Viva!
- Heather Mills - Patrocinador de Viva!
- Jenny Seagrove - Patrocinador de Viva!
- Martin Shaw
- Anneka Svenska
- Wendy Turner Webster - Patrocinador de Viva!
- Benjamin Zephaniah - Patrocinador de Viva!
- Cindy Jackson
- Jeremy Cunningham
- 10,000 Things
- John Feldmann
- Rose Elliot - Patrocinador de Viva!
- Kelly Bell
- David Beckham[6]